# Chaetopterus varieopedatus
Chaetopterus variopedatus is een borstelworm uit de familie Chaetopteridae. Het lichaam van de worm bestaat uit een kop, een cilindrisch, gesegmenteerd lichaam en een staartstukje. De kop bestaat uit een prostomium (gedeelte voor de mondopening) en een peristomium (gedeelte rond de mond) en draagt gepaarde aanhangsels (palpen, antennen en cirri).
Chaetopterus variopedatus werd in 1804 voor het eerst wetenschappelijk beschreven door Renier.

## Leefwijze
Deze dieren leven in een U-vormige buis, die verborgen ligt in het sediment. Ze pompen water naar binnen door middel van ritmische slagen van hun peddelvormige staartaanhangsels. Voedseldeeltjes worden uit het doorstromende water weggevangen door middel van slijm dat de worm uitscheidt.

## Voorkomen
De perkamentkokerworm leeft in de kustwateren van de Middellandse Zee en de Atlantische Oceaan.
1. 1 2